# Provincia del Tigrè
La provincia del Tigrè (Amarico e tigrigna ትግራይ) è stata una delle antiche province in cui venne divisa amministrativamente l'Etiopia dal 1942 al 1995.

## Storia
Dopo la riforma del 1995, che l'ha suddivisa in 9 stati federali (o Regioni) più due città-regione, la provincia è divenuta la regione del Tigrè, ma le sue frontiere sono state modificate. È la sola regione dell'Etiopia che ha mantenuto lo stesso nome della provincia preesistente.

## Geografia
La regione circonda molti dei territori parlanti in lingua tigrina (più alcune minoranze ad essi correlate) in Etiopia. Ad ora, la regione è separata dai territori tigrini settentrionali dal fiume Mareb, ora servente come confine di stato all'Eritrea.

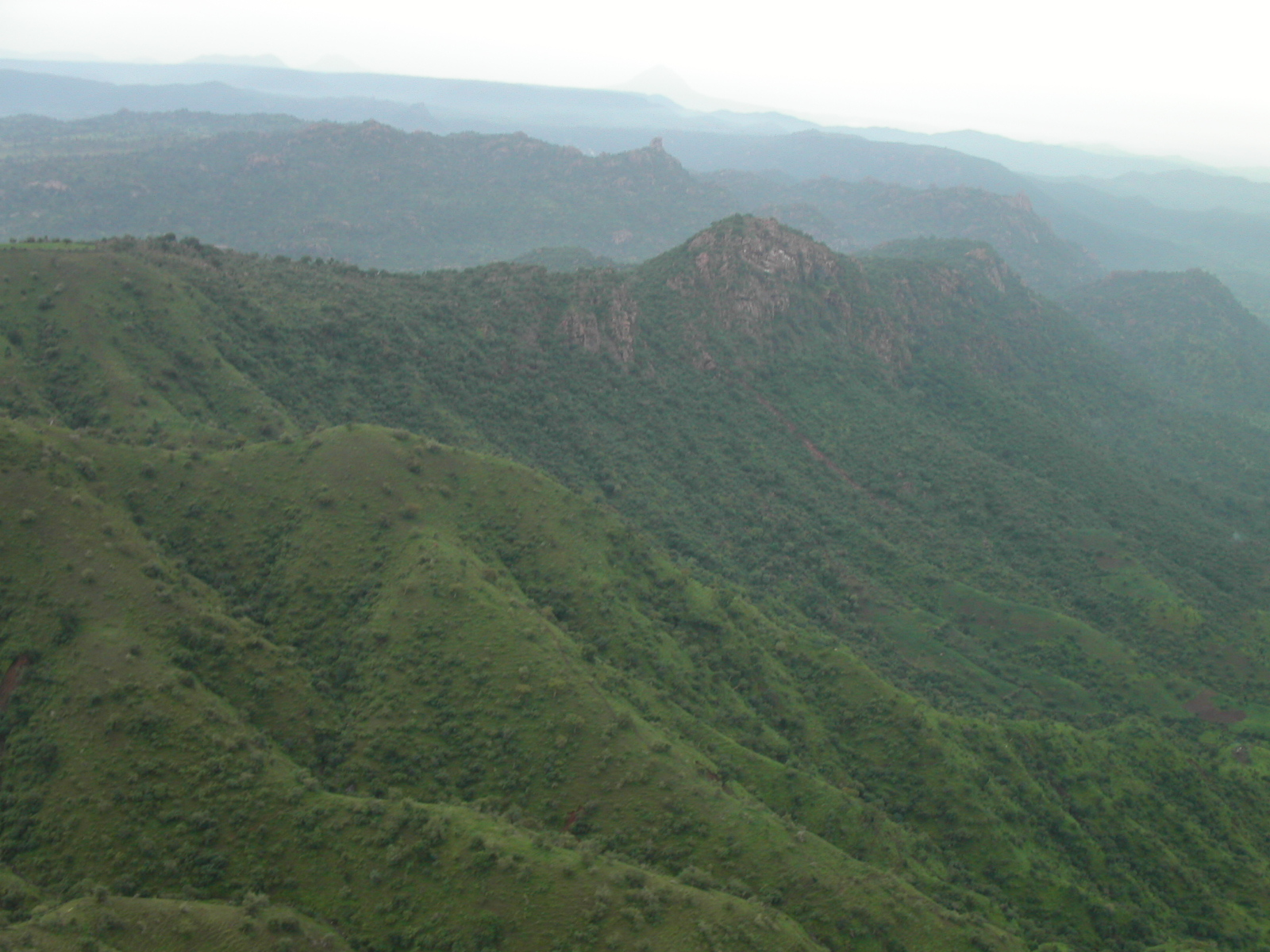
Montagne di Lemalimo vicino a Inda Selassie nel Tigrè occidentale

## Awrajas
La provincia era divisa in otto awraja (suddivisioni amministrative):
- Adua
- Agamé
- Axum
- Hulet Awlalo
- Inderta
- Raya e Azebo
- Shire
- Temben